# Каразіріково (Бураєвський район)
Каразірі́ково (рос. Каразириково, башк. Ҡараерек) — присілок у складі Бураєвського району Башкортостану, Росія. Входить до складу Ванишівської сільської ради.
Населення — 89 осіб (2010; 133 у 2002).
Національний склад:
- башкири — 99 %